# William Scoresby

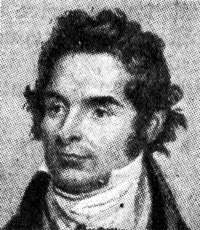
William Scoresby

William Scoresby (* 5. Oktober 1789 nahe Whitby, Yorkshire; † 21. März 1857 in Torquay) war ein britischer Seefahrer und Forscher.

## Leben und Wirken

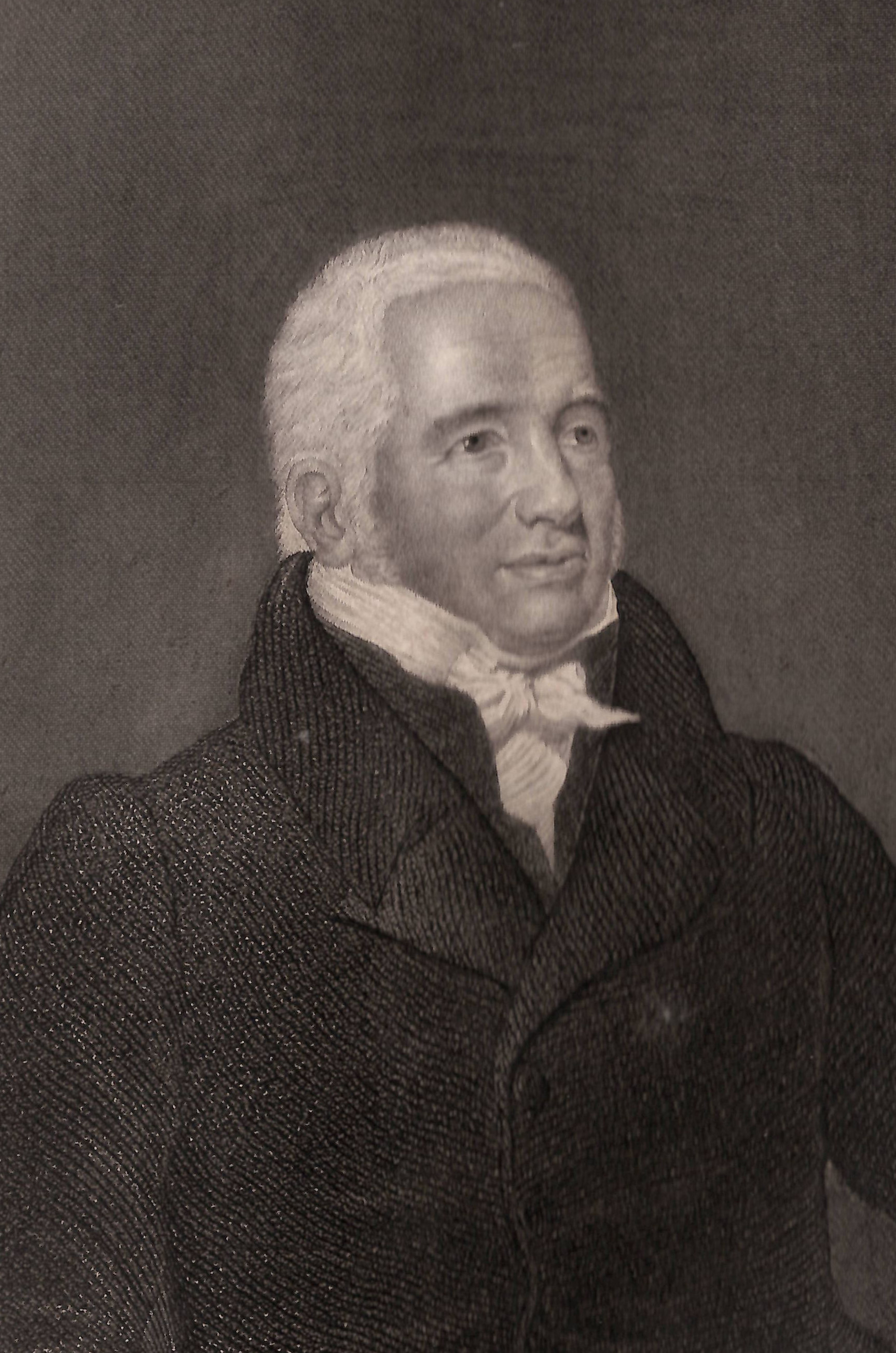
William Scoresby, um 1847

Bereits Scoresbys Vater William Scoresby senior (1760–1829) war Polarforscher. Scoresby war ein englischer Walfänger, der zwischen 1803 und 1822 ca. 20 Reisen in nordische Gewässer machte. Er erreichte 1806 mit dem Walfangschiff Resolution zwischen Grönland und Spitzbergen die damals höchste geographische Breite (81° 30' N). In den Jahren 1817 und 1818 erforschte er Spitzbergen und landete 1822 an der Ostküste Grönlands, die er teilweise kartierte (Scoresbysund). Damit trug er zu den ersten bedeutenden geografischen Kenntnisse über Ostgrönland bei. Im Jahr 1815 legte Scoresby die bis dahin umfassendste Beschreibung des Meereises vor, der Eisformen, seiner Entstehung und der Rolle, die der Salzgehalts des Meerwassers dabei spielt, der Eisbewegung und saisonaler Änderungen. Sein 1820 veröffentlichter Bericht An account of the Arctic regions with a history and description of the northern whale-fishery ist, dem britischen Meeresforscher Peter Wadhams zufolge, „ein Klassiker der Polarwissenschaft“: Scoresby war der erste, der in Buchform über die Bedingungen in dieser Region und vor allem das Meereis dort detailliert berichtet hatte. Von 1839 bis 1852 veröffentlichte Scoresby seine Forschungsergebnisse über den Erdmagnetismus.
Nach seinen Forschungsreisen studierte Scoresby in Cambridge Theologie.
1819 wurde Scoresby zum Mitglied (Fellow) der Royal Society of Edinburgh gewählt. 1824 wurde er Fellow der Royal Society. 1827 wurde er als korrespondierendes Mitglied in die Académie des sciences aufgenommen.

## Ehrungen
1935 wurde durch die IAU der Mondkrater Scoresby nach ihm benannt. In der Antarktis trägt die William Scoresby Bay seinen Namen. Der William-Scoresby-Archipel ist nach dem nach ihm benannten Forschungsschiff William Scoresby benannt.

## Schriften (Auswahl)
- An account of the Arctic regions with a history and description of the northern whale-fishery. Archibald Constable and Co., Edinburgh 1820, doi:10.5962/bhl.title.49370 (biodiversitylibrary.org).
- Journal of a voyage to the northern whale-fishery : including researches and discoveries on the eastern coast of west Greenland, made in the summer of 1822, in the ship Baffin of Liverpool. A. Constable and Co., Edinburgh 1823, doi:10.5962/bhl.title.167760 (biodiversitylibrary.org).
  - Übersetzung durch Friedrich Christian Kries: William Scoresby’s des Jüngern Tagebuch einer Reise auf den Wallfischfang, verbunden mit Untersuchungen und Entdeckungen an der Ostküste von Grönland, im Sommer 1822. F. Perthes, Hamburg 1825 (biodiversitylibrary.org).